# Oculogryphus fulvus
Oculogryphus fulvus là một loài bọ cánh cứng trong họ Đom đóm (Lampyridae). Loài này được Jeng miêu tả khoa học năm 2007. Đây là loài đặc hữu của Việt Nam